# Мамонтов Микола Іванович (підприємець)
Мико́ла Іва́нович Ма́монтов (1845—1918) — російський підприємець, книгопродавець та видавець; потомствений почесний громадянин.

## Біографія
Народився 1845 в купецькій сім'ї Івана Федоровича Мамонтова та Марії Тихонівни (Лахтіної). У 1849 сім'я переїхала до Москви.
Займався підприємницькою та громадською діяльністю, був виборним Московського купецького стану.
У 1874 придбав книгарню А. Глазунова на вулиці Кузнецький Міст, 20 (за іншими даними в будинку 16). Для залучення покупців Мамонтов видав каталог продукції та робив 10-відсоткову знижку при надсиланні книжок у сумі щонайменше 50 рублів. Серед випущених ним капітальних видань: «Мисливський словник» З. І. Романова (Випуск 1–2. М., 1876—1877), «План московського міста Москви та її околиць: з позначенням кіннозалізниць» (М.; СПб., 1877).
З 1890 був директором правління акціонерного товариства Московсько-Ярославсько-Архангельської залізниці. Жив у Москві на 1-й Міщанській вулиці; на Новій Басманній вулиці; у Космодаміанському провулку, 9.
Помер 1918 року в Москві.